# Montader Madjed
Montader Madjed (in arabo منتظر ماجد‎?; Jönköping, 24 aprile 2005) è un calciatore iracheno, attaccante dell'Hammarby e della nazionale irachena.

## Carriera

### Club
Madjed ha iniziato la sua carriera calcistica con il Varberg, con cui ha debuttato il 4 luglio 2021 nell'incontro di Allsvenskan pareggiato 1-1 contro il Kalmar. Nel 2022 è stato acquistato a titolo definitivo dall'Hammarby, che lo ha inizialmente assegnato alla propria seconda squadra militante in Ettan, l'Hammarby TFF.

### Nazionale
Già membro delle selezioni giovanili svedesi Under-17 ed Under-19, nel 2023 ha scelto di optare per la irachena ed ha accettato la convocazione per la Coppa d'Asia 2023. Ha esordito il 6 gennaio nell'amichevole persa 1-0 contro la Corea del Sud.

## Statistiche

### Presenze e reti nei club
Statistiche aggiornate al 24 gennaio 2024.
| Stagione        | Squadra         | Campionato      | Campionato | Campionato | Coppe nazionali | Coppe nazionali | Coppe nazionali | Coppe continentali | Coppe continentali | Coppe continentali | Altre coppe | Altre coppe | Altre coppe | Totale | Totale | Totale |
| Stagione        | Squadra         | Comp            | Pres       | Reti       | Comp            | Pres            | Reti            | Comp               | Pres               | Reti               | Comp        | Pres        | Reti        | Pres   | Reti   |        |
| --------------- | --------------- | --------------- | ---------- | ---------- | --------------- | --------------- | --------------- | ------------------ | ------------------ | ------------------ | ----------- | ----------- | ----------- | ------ | ------ | ------ |
| 2021            | Varberg         | A               | 2          | 0          | CS              | 0               | 0               |                    | -                  | -                  |             | -           | -           | 2      | 0      |        |
| 2022            | Varberg         | A               | 6          | 0          | CS              | 2               | 0               |                    | -                  | -                  |             | -           | -           | 8      | 0      |        |
| 2022            | Hammarby TFF    | D1              | 13         | 5          |                 | -               | -               |                    | -                  | -                  |             | -           | -           | 13     | 5      |        |
| 2023            | Hammarby TFF    | D1              | 4          | 0          |                 | -               | -               |                    | -                  | -                  |             | -           | -           | 4      | 0      |        |
| 2023            | Hammarby        | A               | 16         | 1          | CS              | 5               | 4               | UECL               | 0                  | 0                  |             | -           | -           | 21     | 5      |        |
| Totale carriera | Totale carriera | Totale carriera | 41         | 6          |                 | 7               | 4               |                    | -                  | -                  |             | -           | -           | 48     | 10     |        |

### Cronologia presenze e reti in nazionale
| Cronologia completa delle presenze e delle reti in nazionale ― Iraq | Cronologia completa delle presenze e delle reti in nazionale ― Iraq | Cronologia completa delle presenze e delle reti in nazionale ― Iraq | Cronologia completa delle presenze e delle reti in nazionale ― Iraq | Cronologia completa delle presenze e delle reti in nazionale ― Iraq | Cronologia completa delle presenze e delle reti in nazionale ― Iraq | Cronologia completa delle presenze e delle reti in nazionale ― Iraq | Cronologia completa delle presenze e delle reti in nazionale ― Iraq |
| Data                                                                | Città                                                               | In casa                                                             | Risultato                                                           | Ospiti                                                              | Competizione                                                        | Reti                                                                | Note                                                                |
| ------------------------------------------------------------------- | ------------------------------------------------------------------- | ------------------------------------------------------------------- | ------------------------------------------------------------------- | ------------------------------------------------------------------- | ------------------------------------------------------------------- | ------------------------------------------------------------------- | ------------------------------------------------------------------- |
| 6-1-2024                                                            | Abu Dhabi                                                           | Iraq                                                                | 0 – 1                                                               | Corea del Sud                                                       | Amichevole                                                          | -                                                                   | 46’                                                                 |
| 24-1-2024                                                           | Doha                                                                | Iraq                                                                | 3 – 2                                                               | Vietnam                                                             | Coppa d'Asia 2023 - 1º turno                                        | -                                                                   | 58’                                                                 |
| 21-3-2024                                                           | Bassora                                                             | Iraq                                                                | 1 – 0                                                               | Filippine                                                           | Qual. Mondiali 2026                                                 | -                                                                   | 76’                                                                 |
| Totale                                                              |                                                                     | Presenze                                                            | 3                                                                   |                                                                     | Reti                                                                | 0                                                                   |                                                                     |